# Pheidole grundmanni
Pheidole grundmanni är en myrart som beskrevs av Smith 1953. Pheidole grundmanni ingår i släktet Pheidole och familjen myror. Inga underarter finns listade i Catalogue of Life.

## Bildgalleri

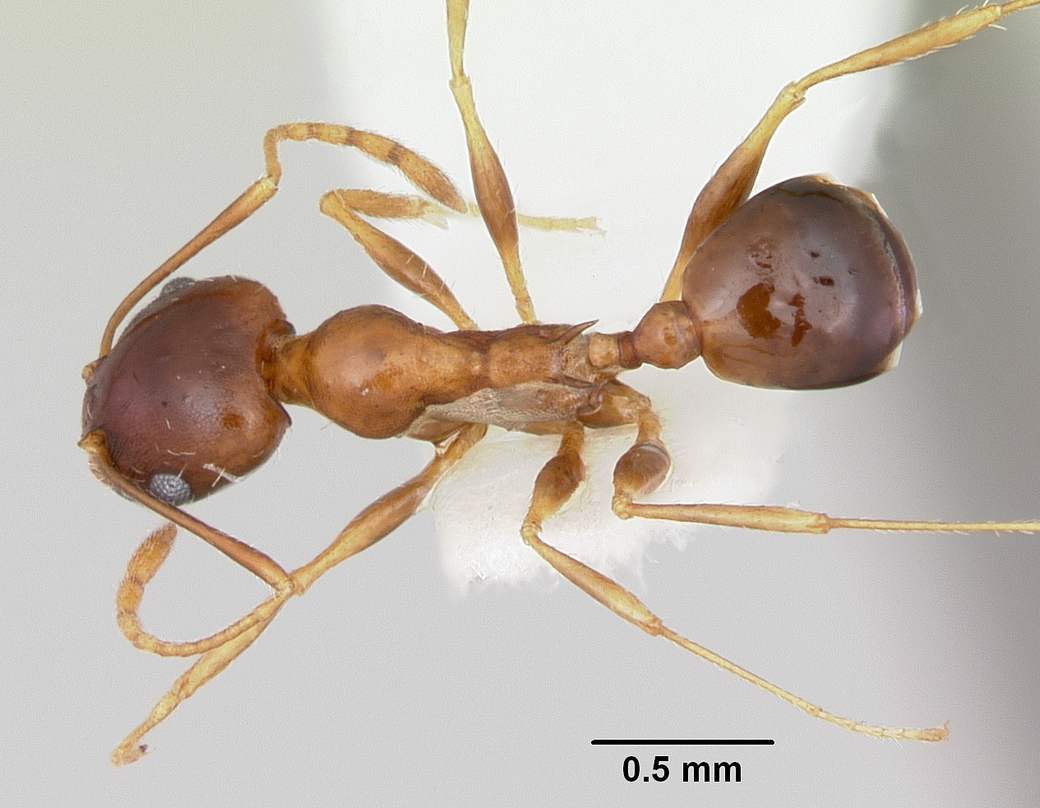
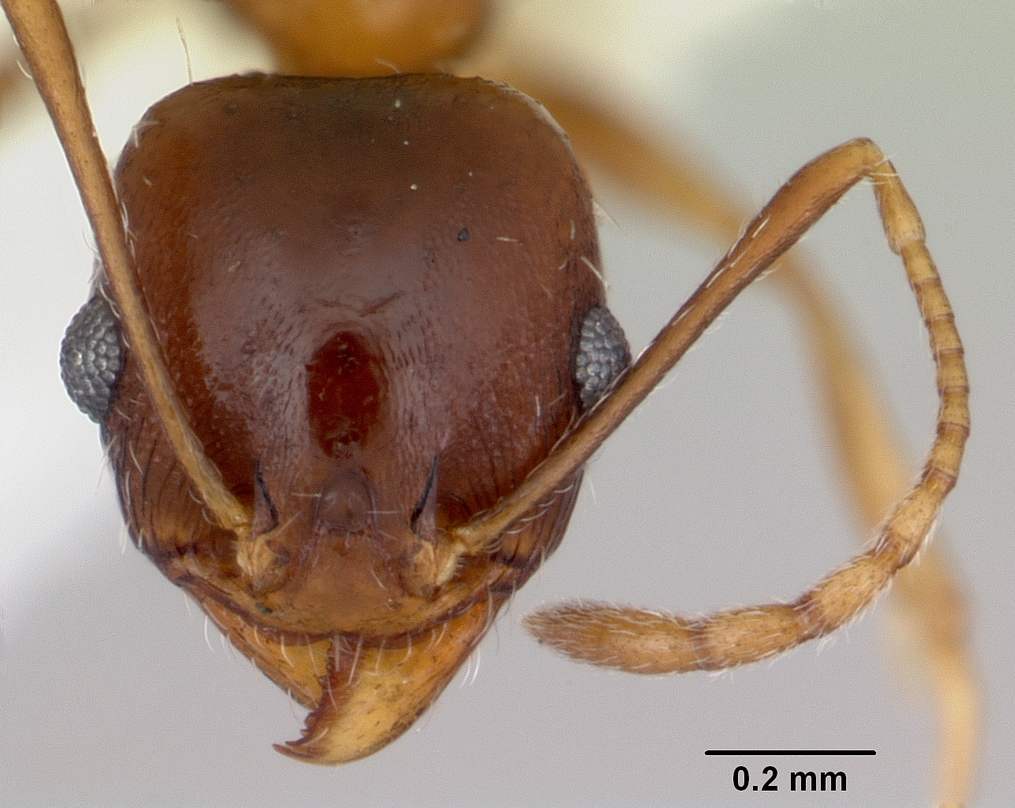
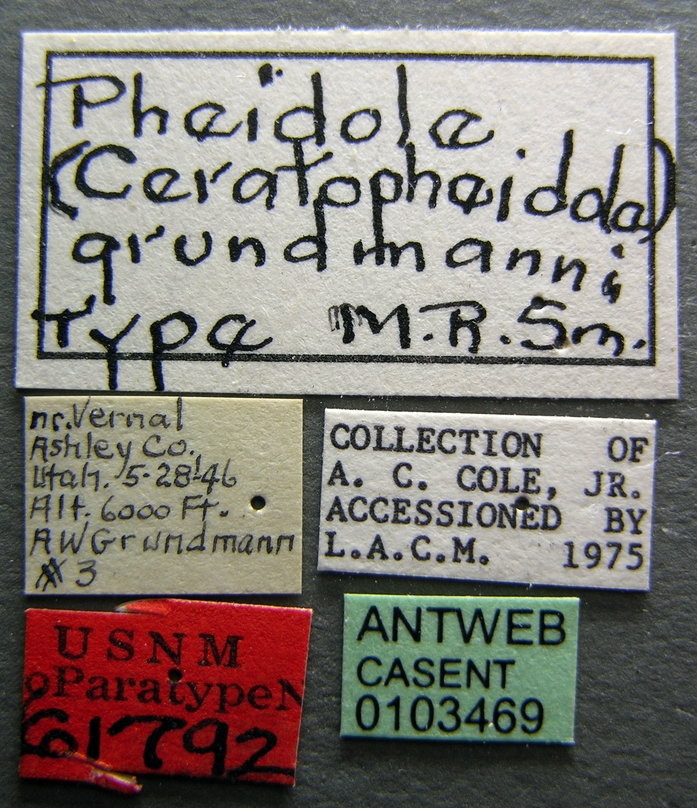
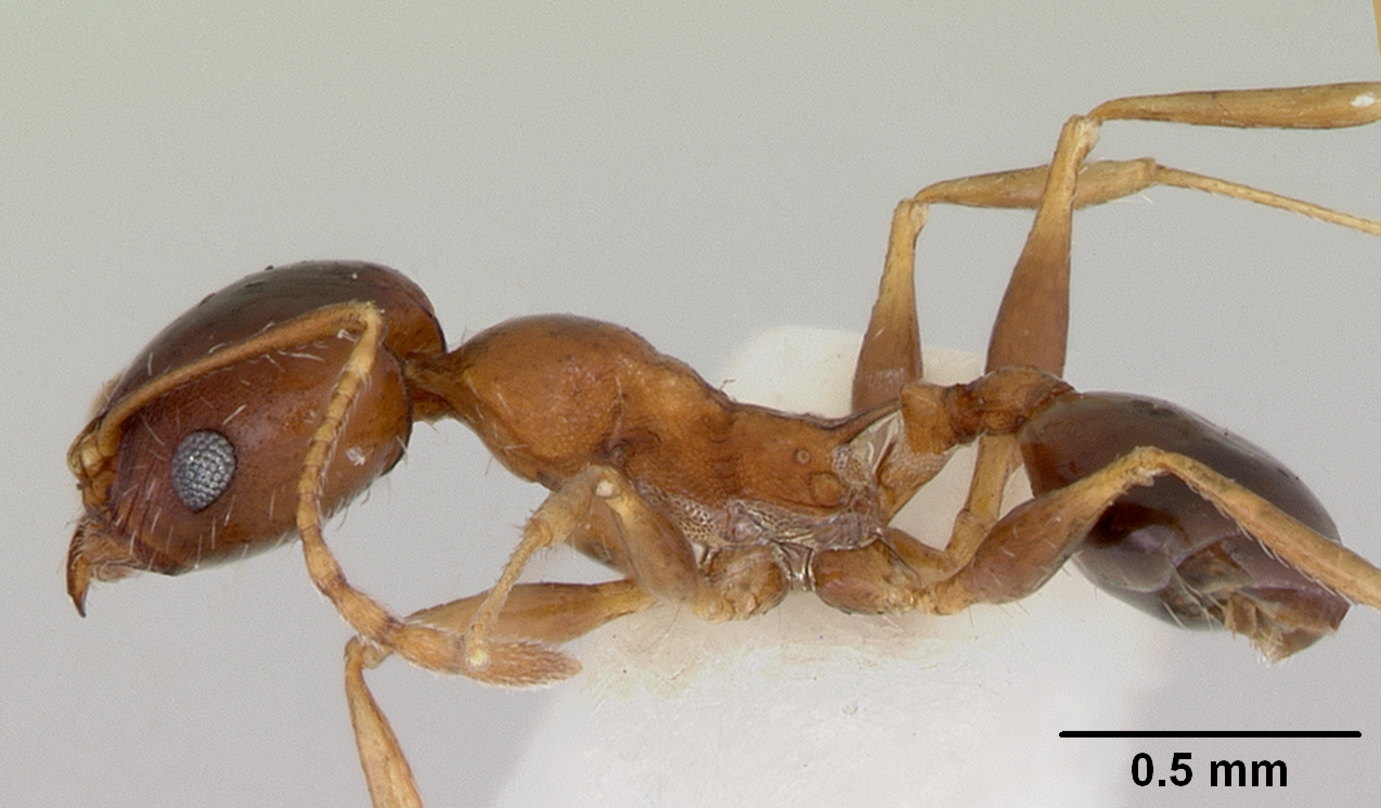